# 46514 Lasswitz
46514 Lasswitz este un asteroid din centura principală de asteroizi.

## Descriere
46514 Lasswitz este un asteroid din centura principală de asteroizi. A fost descoperit pe 15 mai 1977 la Observatorul La Silla de Hans-Emil Schuster. Asteroidul prezintă o orbită caracterizată de o semiaxă mare de 2,31 ua, o excentricitate de 0,20 și o înclinație de 23,8° în raport cu ecliptica.